# Кубок Австрії з футболу 1965—1966
Кубок Австрії з футболу 1965–1966 — 32-й розіграш кубкового футбольного турніру в Австрії. Титул вп'яте здобула Адміра (Відень).

## Календар
| Раунд       | Дата                                            | Матчі | Клуби   |
| ----------- | ----------------------------------------------- | ----- | ------- |
| 1/16 фіналу | 7-15 серпня 1965, 1 вересня 1965 (перегравання) | 16+2  | 32 → 16 |
| 1/8 фіналу  | 14 вересня - 13 жовтня 1965                     | 8     | 16 → 8  |
| 1/4 фіналу  | 8-12 грудня 1965                                | 4     | 8 → 4   |
| 1/2 фіналу  | 4-25 травня 1966                                | 2     | 4 → 2   |
| Фінал       | 8 червня 1966                                   | 1     | 2 → 1   |

## 1/16 фіналу
| Команда 1             | Рахунок | Команда 2            |
| --------------------- | ------- | -------------------- |
| 7 серпня 1965         |         |                      |
| Вінер АК (2)          | 0:3     | Ферст Вієнна         |
| 14 серпня 1965        |         |                      |
| Пошт Адміра Лінц (3)  | 1:4     | Вінер-Нойштадтер     |
| ФК Дорнбірн (2)       | 0:6     | Швехат               |
| Відень (3)            | 4:0     | Форвертс (Штайр) (2) |
| Глогніц (2)           | 1:1 дч  | Грацер               |
| Лустенау/Дорнбірн (2) | 0:0 дч  | Аустрія (Зальцбург)  |
| 15 серпня 1965        |         |                      |
| ШВШ Лінц (2)          | 0:5     | ЛАСК Лінц            |
| Філлахер (2)          | 1:10    | Рапід (Відень)       |
| Штурм (2)             | 1:3     | Ваккер (Інсбрук)     |
| Маттерсбург (2)       | 0:1     | Аустрія (Клагенфурт) |
| Пінкафельд (2)        | 2:1     | ВШГ Ваттенс (2)      |
| Ваккер (Відень) (2)   | 0:2     | Адміра (Відень)      |
| Юденбург (3)          | 0:3     | Аустрія (Відень)     |
| Куфштайн (2)          | 1:2 дч  | Зіммерингер          |
| Тульн (2)             | 2:1 дч  | Капфенберг           |
| Бішофсгофен (2)       | 0:4     | Вінер Шпорт-Клуб     |

Перегравання
| Команда 1           | Рахунок | Команда 2             |
| ------------------- | ------- | --------------------- |
| 1 вересня 1965      |         |                       |
| Грацер              | 5:0     | Глогніц (2)           |
| Аустрія (Зальцбург) | 2:1     | Лустенау/Дорнбірн (2) |

## 1/8 фіналу
| Команда 1        | Рахунок | Команда 2            |
| ---------------- | ------- | -------------------- |
| 14 вересня 1965  |         |                      |
| Зіммерингер      | 1:0     | Тульн (2)            |
| Грацер           | 2:4     | Рапід (Відень)       |
| 15 вересня 1965  |         |                      |
| Відень (3)       | 2:1     | Ваккер (Інсбрук)     |
| Швехат           | 3:1     | Вінер-Нойштадтер     |
| Ферст Вієнна     | 0:4     | Аустрія (Відень)     |
| 10 жовтня 1965   |         |                      |
| Вінер Шпорт-Клуб | 6:2     | Пінкафельд (2)       |
| 12 жовтня 1965   |         |                      |
| Адміра (Відень)  | 1:0     | Аустрія (Зальцбург)  |
| 13 жовтня 1965   |         |                      |
| ЛАСК Лінц        | 5:0     | Аустрія (Клагенфурт) |

## 1/4 фіналу
| Команда 1       | Рахунок | Команда 2        |
| --------------- | ------- | ---------------- |
| 8 грудня 1965   |         |                  |
| Швехат          | 3:4 дч  | Рапід (Відень)   |
| 11 грудня 1965  |         |                  |
| Зіммерингер     | 2:1     | Вінер Шпорт-Клуб |
| 12 грудня 1965  |         |                  |
| Відень (3)      | 0:3     | Аустрія (Відень) |
| Адміра (Відень) | 4:0     | ЛАСК Лінц        |

## 1/2 фіналу
| Команда 1      | Рахунок | Команда 2        |
| -------------- | ------- | ---------------- |
| 4 травня 1966  |         |                  |
| Рапід (Відень) | 3:0     | Аустрія (Відень) |
| 25 травня 1966 |         |                  |
| Зіммерингер    | 0:1     | Адміра (Відень)  |

## Фінал
| 8 червня 1966 |

| Адміра (Відень) | 1:0      | Рапід (Відень) |
| --------------- | -------- | -------------- |
| Герцог 76'      | Протокол |                |

| Пратерштадіон, Відень Глядачів: 17 000 Арбітр: Франц Маєр |